# Cycas lacrimans
Cycas lacrimans Hill & Lindstr, 2008 è una pianta appartenente alla famiglia delle Cycadaceae, endemica delle Filippine.

## Descrizione
È una cicade con fusto eretto, alto 1-2 m e con diametro di 18-20 cm, spesso con fusti secondari che si originano da polloni che sorgono alla base del fusto principale.
Le foglie, pennate, di colore verde brillante, lunghe 168–200 cm, sono disposte a corona all'apice del fusto e sono rette da un picciolo lungo 45–50 cm, spinescente; ogni foglia è composta da numerose paia di foglioline lanceolate, con margine intero, lunghe mediamente 17–19 cm.
È una specie dioica con esemplari maschili che presentano microsporofilli disposti a formare strobili terminali di forma ovoidale e di colore bruno, lunghi circa 42 cm e larghi circa 16 cm ed esemplari femminili con macrosporofilli) che si trovano in gran numero nella parte sommitale del fusto, lunghi circa 35 cm, con l'aspetto di foglie pennate a margine spinoso, che racchiudono gli ovuli, in numero di 4-6.  
I semi sono grossolanamente ovoidali, lunghi circa 40 mm.

## Distribuzione e habitat
C. lacrimans è un endemismo ristretto, noto attualmente solo in alcune foreste di bassa quota della parte orientale dell'isola di Mindanao (Filippine).

## Conservazione
La specie, descritta di recente, non è stata ancora inserita nella IUCN Red List. Se il suo areale fosse effettivamente quello attualmente noto, potrebbe essere considerata in pericolo di estinzione.